# Ачика-Альенде, Николаса
Николаса Ачика-Альенде Итурри, также Николе Ачикальенде Итурри или Николе Ачика (исп. Nicolasa Achica-Allende Iturri или Nicolasa Achicallende Yturri, баск. Nikolasa Atxika-Allende Iturri; 19 апреля 1873, Мундака, Испания — 19 марта 1951, Педерналес, Испания) — баскская политическая деятельница, жена Сабино Араны.

## Биография
Родилась 19 апреля 1873 года в семье Хосе Марии Ачика-Альенде (или Ачикальенде) и Марии Антонии Итурри Абиньи, живших на ферме Абинья, принадлежавшей предкам матери. Была крещена в тот же день. У Николасы было шесть братьев и сестёр, из которых выжили пятеро: Грегория, Франсиска, Франсиско, Габриэль и Моника; самой младшей была Николаса. Базовое образование Ачика-Альенде получила в школе в Педерналесе, затем стала работать на ферме и торговать на ярмарке в Гернике.
В 1898 году познакомилась с Сабино Араной, прожившим пять месяцев в доме её родителей и купившим участок земли рядом с их фермой. Затем, дабы избежать слухов, Арана переехал в другой дом в Педерналесе. 22 марта 1899 года монархистская газета «Эль-Нервьон» опубликовала новость о романе между известным общественным деятелем и деревенской девушкой, не называя их имён. Семья Араны и его политические соратники не одобряла его отношения с Николасой из-за социального неравенства и необразованности невесты. Сам Арана после исследований приходских архивов отмечал, что происхождение Николасы отвечает идеологическим критериям баскского национализма (в её родословной было зафиксировано 126 баскских фамилий). Он настаивал, чтобы Николаса перестала использовать компонент фамилии Альенде, и называл её Николе Ачика.
В 1898 году по просьбе жениха Ачика-Альенде на три месяца (по другим данным на шесть месяцев) поступила в школу монахинь-кармелиток в Бильбао, чтобы экстерном получить образование, выучить испанский язык и правила этикета.
О помолвке было объявлено 8 декабря 1899 года. Свадьба состоялась 2 февраля 1900 года в часовне Святого Антония, построенной отцом Николасы. По желанию Араны на венчании присутствовали только родственники, а после церемонии был устроен обед для друзей в ресторане. Молодожёны отправились в свадебное путешествие в Лурд, где оба тяжело заболели. Затем они поселились в Педерналесе и редко ездили в Бильбао. Детей в семье не было.
21 октября 1903 года Арана написал завещание, согласно которому оставлял всё имущество жене. Он умер 25 ноября 1903 года. Родственники Араны не одобрили его решение, и его брат Луис забрал из дома все бумаги и книги. Мебель и некоторые письма сохранила Мария Кармен Айспуру, племянница Николасы.
По совету священника Педро Бургоа 9 мая 1910 года в базилике Бегонья Ачика-Альенде вышла замуж за Эухенио Алегрию Бильбао, капитана корабля, уроженца Педерналеса, который был на десять лет моложе жены. Супруги жили в Педерналесе на улице Катеа. Этот брак также был бездетным. Алегрия умер от гриппа в 1918 году в Хихоне (по другим данным, в Сан-Эстебан-де-Правия).
В июне 1937 года Ачика-Альенде была арестована франкистами по обвинению в подстрекательстве к протесту и доставлена в Бермео, а затем в тюрьму Ларриньяга в Бильбао. Вместе с ней были арестованы пять других жителей Педерналеса:
- Федерико Бильбао Сабала, 50 лет, холост;
- Сусана Аррасате Авенданьо, 35 лет, не замужем, швея;
- Селия Аррасате Авенданьо, 30 лет, замужем, домохозяйка;
- Педро Аррасате Эресума, 79 лет, женат, плотник, свидетель по завещанию Сабино Араны;
- Магдалена Трибис-Арроспе Астейнса, 30 лет, замужем, домохозяйка[6].

Согласно записям, сделанным во время заключения, Николаса была рабочей, у неё были седые волосы, загорелая кожа, большие нос и рот, угловатые брови и круглое лицо.
18 июля 1937 года состоялся суд, где Николаса Ачика-Альенде и Магдалена Трибис-Арроспе Астейнса, а также содержавшиеся в тюрьме одновременно с ними Элена Бахинета Авенданьо и сёстры Хесуса и Карлота Урручуа, были оправданы, несмотря на свои националистические взгляды и то, что Ачика-Альенде и Бахинета участвовали в протесте.
13 декабря 1946 года в Бермео Ачика-Альенде написала завещание в пользу Марии Кармен Айспуру и её брата. 19 (по другим данным 20) марта 1951 года она умерла от сердечного приступа. Похоронена в Педерналесе, на том же кладбище, что и Сабино Арана, но не рядом с ним, а в склепе своих родственников из семьи Айспуру.

## Память
В 2021 году писатель Эдорта Хименес опубликовал книгу о Николасе Ачика-Альенде.